# オーソン・ビーン
オーソン・ビーン（Orson Bean, 1928年7月22日 - 2020年2月7日 ）は、アメリカ合衆国出身の俳優である。

## 人物
ラウル・ジュリアを見出だした事でも知られる。

## 出演作品

### テレビ
- ドクタークイン　大西部の女医物語（ローレン）
- デスパレートな妻たち（ロイ）
- ママと恋に落ちるまで
- クローザー
- マダム・プレジデント 星条旗をまとった女神
- チャーリー・シーンのハーパー★ボーイズ
- コールドケース 迷宮事件簿
- グレイス&フランキー

### 映画
- サッカー・ドッグ　ヨーロッパ選手権
- 保険調査員フランク25
- マルコヴィッチの穴
- ザ・ムービング・フィンガー
- それゆけハリウッド!/種馬クンが行く
- インナースペース
- おませなツインキー
- 或る殺人
- イコライザー2